# 1967 en hockey sur glace
Chronologie du hockey sur glace

Hockey sur glace en 1966 - Hockey sur glace en 1967 - Hockey sur glace en 1968
Les faits marquants de l'année 1967 au hockey sur glace

## Amérique du Nord

### LNH
- En avril, les Maple Leafs de Toronto de la Ligue nationale de hockey écartent les Black Hawks de Chicago de la Coupe Stanley 1967. Malgré la très bonne saison de Chicago, premiers avec 17 points d'avance, les Maple Leafs remportent la demi-finale des séries éliminatoires pour ensuite jouer la finale contre les Canadiens de Montréal, seconds de la saison régulière. Les Maple Leafs gagnent leur douzième Coupe en jouant le dernier de six matchs le 2 mai, match se terminant sur une victoire 3 buts à 1[1].

- 6 juin : les dirigeants de la Ligue nationale de hockey organisent un repêchage dans le cadre de leur expansion et du passage de six à douze franchise. Cette expansion marque la fin de la période des  « six équipes originales de la LNH » qui durait depuis la saison 1942-1943. Les six nouvelles franchises faisant leur début dans la LNH sont les North Stars du Minnesota, les Kings de Los Angeles, les Seals d'Oakland, les Flyers de Philadelphie, les Penguins de Pittsburgh et les Blues de Saint-Louis. Cette ouverture vient répondre à une menace ressentie de la part des dirigeants de la LNH par rapport à d'autres ligues mineures, prenant de plus en plus de place dans le monde du hockey d'Amérique du Nord.

### LAH
- Au sein de la Ligue américaine de hockey, ce sont les Hornets de Pittsburgh qui remportent leur troisième et dernière Coupe Calder à l'issue des séries 1967. Les Hornets ont également gagné le trophée John-D.-Chick de la meilleure équipe de l'Ouest et le titre de la saison régulière. À la suite de cette saison, les Hornets arrêtent leur activité pour laisser la place aux Penguins de Pittsburgh de la Ligue nationale de hockey[2].

## Europe

### Coupe d'Europe
- 4 avril : le ZKL Brno (aujourd'hui HC Kometa Brno) remporte la seconde édition de la Coupe d'Europe[3].

### Suisse
- À l'issue de la saison régulière du championnat suisse, le club de Genève-Servette remporte le titre de champion de première phase. Malgré tout, à la suite de la poule finale, c'est le club du EHC Kloten qui remporte son premier titre de champion battant Genève de deux points[4].

### France
- En France, l'équipe de Chamonix Hockey Club remporte la Coupe Magnus 1967.

## International
- Lors du trente-quatrième championnat du monde qui a lieu du 18 au 29, l'URSS remporte une nouvelle fois la médaille  d'or du championnat, remportant son cinquièmes titre, à Vienne en Autriche. Par la même occasion, l'équipe remporte son onzième titre de champion d'Europe. Dans les divisions inférieures, ce sont les équipes du Japon et de la Pologne qui remportent la compétition[5] (groupe C et B respectivement).

## Autres évènements

### Fondation de club
- En automne, création de la section sports de glace de l'Amiens Sporting Club[6].

### Décès
- 30 décembre : Charlie Conacher, membre de la Kid line des Maple Leafs de Toronto.